# 威爾遜島
威爾遜島（英語：Wilson Island）是南極洲的島嶼，位於威爾克斯地，處於布朗寧半島和博斯納島之間，屬於風車群島的一部分，根據美國海軍拍攝空中照片繪入地圖，現時由南極條約體系管理。